# الديوان العام للمحاسبة
الديوان العام للمحاسبة (ديوان المراقبة العامة سابقًا) هو جهاز رقابة على أداء الأجهزة والوزارات الحكومية في المملكة العربية السعودية ويهدف للرقابة على كافة الإيرادات والمصروفات العامة للمملكة، وله نظام وهو كيان مستقل مالياً وإدارياً مرجعه المباشر ملك المملكة العربية السعودية، كما أطلق الديوان في عام 2019، «منصة وثيقة» لتكون مرجعاً للوثائق والمعلومات التي يحتاجها العاملون في الجهات الحكومية التي تخضع تحت رقابته.

## النشأة والتأسيس
يعود تأسيس الديوان العام للمحاسبة إلى عام 1345هـ / 1926م، حين شُكل «ديوان المحاسبات» بتاريخ 1345/2/21هـ/ 30/ 8/ 1926م؛ مع صدور أول نظام للحكم والإدارة في المملكة، ثم توالت مراحل التطور في الديوان إلى أن صدر المرسوم الملكي رقم (م/9) وتاريخ 1391/2/11هـ؛ بالموافقة على نظام ديوان المراقبة العامة “سابقا“، حتى صدر الأمر الملكي الكريم رقم (أ/473) وتاريخ 1440/12/29هـ، بتعديل مسماه إلى «الديوان العام للمحاسبة»، ثم صدور المرسوم الملكي رقم (م/178) وتاريخ 1441/12/2هـ، بالموافقة على إحلال اسم «الديوان العام للمحاسبة» محل اسم «ديوان المراقبة العامة»، وتعديل بعض مواد نظام الديوان؛ ليرتبط الديوان بموجب هذا التعديل مباشرة بالملك، ويتمتع بالشخصية الاعتبارية وبالاستقلال المالي والإداري.
أُطلِق على الديوان أسماء وخلال هذه السنوات عدة، كان أكثرها استمرارا لمسماه السابق «ديوان المراقبة العامة» الذي عرف به لما يقارب 65 سنة، حتى صدر الأمر الملكي الكريم رقم (أ/473) وتاريخ 1440/12/29هـ، بتعديل مسماه إلى «الديوان العام للمحاسبة»، ليتوافق مع ما يضطلع به الديوان من مهام وأدوار.

### التاريخ
1345هـ: ديوان المحاسبات.
1351هـ: المحاسبة العمومية.
1365هـ: ديوان المحاسبات.
1373هـ: مراقبة حسابات الدولة.
1375هـ: ديوان المراقبة العامة.
1440هـ: الديوان العام للمحاسبة.

## أهداف الديوان
يختص الديوان بالرقابة اللاحقة على جميع إيرادات الدولة ومصروفاتها وكذلك مراقبة كافة أموال الدولة المنقولة والثابتة ومراقبة حسن استعمال هذه الأموال واستغلالها والمحافظة عليها والرقابة على الشركات التي تساهم فيها الدولة ب25% وأكثر من رأسمالها.

## نظام الديوان
هو نظام يبين الصلاحيات الممنوحة للديوان لكي يقوم بالمهام المنوطة به وينظم علاقته مع الوزارات والهيئات الحكومية التي يقوم بالرقابة عليها،
و هناك اللائحة التنفيذية التي تعطي تفسير للنظام الأساسي.

## آليات العمل بالديوان
- يقوم الديوان بأعمال المراجعة المالية اللاحقة وفق أسلوب العينة والتي يتم تحديد حجمها على أسس علمية ووفقاً للطرق الإحصائية المتقدمة، وذلك على ضوء الحاجة والخبرة بالنسبة لكل فئة من المستندات والعمليات التي يقوم الديوان بمراجعتها لكل جهة من الجهات المشمولة برقابته.
- تنفيذاً للمادة (11) من نظامه يبلغ الديوان ملاحظاته إلى الجهة المختصة ويطلب إليها اتخاذ الإجراءات اللازمة، ويتعين على تلك الجهات موافاة الديوان بما اتخذته خلال شهر من تاريخ إبلاغها، وقد اعتبر النظام أي تأخير في الإجابة بمثابة إهمال تنطبق عليه الجزاءات المنصوص عليها في نظام تأديب الموظفين، ويحق للديوان أن يطلب من هيئة الرقابة والتحقيق إجراء التحقيق اللازم مع الموظف المسئول فور حصول التأخير. ويحرص الديوان على إحالة مثل هذه الحالات لهيئة الرقابة والتحقيق بانتظام لإعمال اختصاصها.
- في حالة اكتشاف مخالفة مالية أو حسابية يحق للديوان حسب المادة (16) من نظامه أن يطلب تبعاً لأهمية المخالفة من الجهة التابع لها الموظف إجراء التحقيق اللازم ومعاقبة الموظف المسئول عن ذلك إدارياً، أو أن يقوم بتحريك الدعوى العامة ضد الموظف المسئول أمام الجهة المختصة نظاماً بإجراء التأديب، وهي هيئة الرقابة والتحقيق، وقد أكدت على ذلك الفقرة (ثالثاً) من قرار مجلس الوزراء رقم (733) وتاريخ 6/9/1395هـ، ومن ثم الرفع عن المخالفة للمقام السامي لاتخاذ التوجيه اللازم بشأنها، وذلك وفقاً لقرار مجلس الوزراء رقم (512) وتاريخ 21/4/1393هـ وقرار مجلس الخدمة رقم (1/544) وتاريخ 15/2/1419هـ المعدل بالقرار رقم (2/844) وتاريخ 8/11/1423هـ.

كما يتعين على كل جهة وفق المادة (17) من نظام الديوان إحاطة الديوان فور اكتشافها لأي مخالفة مالية أو وقوع حادث تترتب عليه خسارة مالية للدولة، وذلك دون إخلال بما يجب أن تتخذه تلك الجهة من إجراءات.
4- في حالة عدم استجابة الجهة محل المخالفة لطلب الديوان المشار إليه في الفقرة (3) أعلاه يتولى الديوان وفق حكم المادة (13) من نظامه رفع الأمر إلى المقام السامي الكريم للفصل فيه.
هذا ولا يكتفي الديوان بتنفيذ الخطوات المشار إليها، بل يعمل في إطار تطبيق مفهوم الرقابة الايجابية الشاملة وتقويم الأداء على معاونة الأجهزة المشمولة برقابته في تصويب الأخطاء ومعالجة المخالفات وتصحيح المسار وفق الأنظمة المرعية، وذلك من خلال تقديم التوصيات واقتراح الحلول العملية المناسبة بهدف الإسهام في الوصول إلى إدارة حكومية كفؤة وقادرة على النهوض بمهامها وتحقيق أهدافها المرسومة بفعالية تامة، كما يسعى الديوان إلى تعزيز الالتزام بمبادئ الشفافية والعرض والإفصاح والتأكيد على وجوب احترام الأنظمة وترسيخ مفهوم المساءلة ومحاسبة المقصرين.

## الجهات المشمولة برقابة الديوان
وفقاً لنص المادة التاسعة من نظام الديوان فإن الجهات المشمولة برقابته هي ما يلي:
- جميع الوزارات والإدارات الحكومية وفروعها.
- البلديات وإدارات العيون ومصالح المياه.
- المؤسسات العامة والإدارات الأخرى ذوات الميزانيات المستقلة التي تخرج لها الحكومة جزءاً من مال الدولة إما بطريق الإعانة أو لغرض الاستثمار.
- كل مؤسسة خاصة أو شركة تساهم الدولة في رأس مالها أو تضمن لها حداً أدنى من الأرباح، على أن تتم الرقابة عليها وفق تنظيم خاص يعده الديوان ويصدر به قرار من مجلس الوزراء يحدد فيه مدى هذه الرقابة، بحيث تتناسب مع طبيعة عملها ومدى علاقتها المالية بالديوان وبحيث لا يعرقل نشاطها. وبناءً عليه صدر قرار مجلس الوزراء رقم 390 وتاريخ 18/4/1398ه‍، بالموافقة على لائحة رقابة ديوان المراقبة العامة على المؤسسات الخاصة والشركات التي تساهم الدولة في رأس مالها أو تضمن لها حداً أدنى من الأرباح.
- كل هيئة يكلف الديوان بمراقبة حساباتها بأمر من رئيس مجلس الوزراء أو بقرار من مجلس الوزراء.

## الخطة الإستراتيجية الثالثة المعدلة
أصدر الديوان خطته الاستراتيجية الثالثة وهي استكمالًا للخطتين السابقتين الأولى (1426 - 1430هـ) والثانية (1431 - 1435هـ)، وأصدرت الخطة الاستراتيجية الثالثة المحدثة (1438 - 1442هـ) (2017 - 2021م) وتشمل المراجعة المالية والرقابة على الأداء، وتضمن تقديم قيمة مضافة للأجهزة المشمولة بالرقابة، بالإضافة إلى تحسين بيئة العمل بالديوان، وتنمية قدرات الديوان البشرية كمّاً ونوعاً، وتطوير نظم وآليات عمل الديوان وبيئته الإدارية، ورفع كفاءة الإنفاق العام، وتعزيز التواصل مع الأجهزة ذات العلاقة داخلياً وخارجياً.

## المنظمة الدولية للأجهزة العليا للرقابة المالية العامة والمحاسبة (الإنتوساي)
انضم ديوان المراقبة العامة بالمملكة العربية السعودية لعضوية الإنتوساي عام 1977م، وهي منظمة مهنية مستقلة وذاتية السيادية وغير سياسية تأسست عام 1953م، وتهدف إلى دعم وتشجيع تبادل الآراء والخبرات بين الأجهزة العليا للرقابة المالية العامة والمحاسبة في مجال رقابة الأموال العامة، ويشغل الديوان منصب النائب الثاني لرئيس المجلس التنفيذي، وممثلاً لجميع الأجهزة الرقابية العربية، وقد تم تجديد عضوية الديوان خلال المؤتمر (الثاني والعشرون) للمنظمة الدولية الذي عقد في مدينة أبو ظبي بدولة الإمارات العربية المتحدة خلال شهر ديسمبر 2016م. ويشارك الديوان في عضوية اللجان ومجموعات العمل التالية: لجنة السياسات والشؤون المالية والإدارية (رئيس اللجنة)، واللجنة التوجيهية للتعاون مع المانحين (رئيس اللجنة المشارك)، ولجنة بناء القدرات، ولجنة تبادل المعرفة، واللجنة التوجيهية للجنة المعايير المهنية، واللجنة الفرعية للرقابة على الأداء، واللجنة الفرعية لرقابة الالتزام، ومجموعة العمل المعنية بالرقابة على البيئة، ومجموعة عمل التحديث المالي والإصلاح التنظيمي، ومجموعة العمل المعنية بالرقابة على الصناعات الاستخراجية، ومجموعة العمل المعنية بالمؤشرات الوطنية الرئيسية.

## رؤساء الديوان
يعين رئيس الديوان بأمر ملكي ولا يجوز إحالته للتقاعد أو إعفاؤه إلا بأمر ملكي، ويعامل معاملة الوزراء من حيث الراتب الشهري وحقوق التقاعد، وهو الذي يقوم بتسليم التقرير النهائي السنوي للديوان إلى الملك والرئيس الحالي للديوان هو د.حسام بن عبدالمحسن العنقري.
| التاريخ                         | الرئيس | ملاحظات                                              | المصدر      |
| ------------------------------- | --- | ---------------------------------------------------- | ----------- |
| 1346هـ (1927م) - 1348هـ (1929م) | الشريف حسين عدنان |                                                      |             |
| 1348هـ (1929م) - 1373هـ (1953م) | عبد الرزاق هنداوي جميل غزاوي محمود شلهوب حسين جستنيه عبد الله باشا عبد الوهاب آشي نسيب السباعي أكرم مندورة أحمد سندي | رأس عدد من المسؤولين خلال هذا التاريخ لفترات متلاحقة |             |
| 1373هـ (1953م) - 1375هـ (1955م) | محمد بن حسن فقي |                                                      |             |
| 1376هـ (1956م) - 1380هـ (1960م) | الأمير مساعد بن عبد الرحمن آل سعود                                                                                   |                                                      |             |
| 1381هـ (1961م) - 1391هـ (1971م) | عبد العزيز بن محمد داغستاني                                                                                          |                                                      |             |
| 1391هـ (1971م ) 1394هـ (1974م)  | عبد العزيز بن عبد الله الخويطر                                                                                       |                                                      |             |
| 1395هـ (1975م) - 1416هـ (1995م) | عمر بن عبد القادر فقيه                                                                                               |                                                      |             |
| 1416هـ (1995م) - 1424هـ (2003م) | توفيق بن إبراهيم توفيق                                                                                               |                                                      |             |
| 1424هـ (2003م) - 1437هـ (2015م) | أسامة بن جعفر فقيه                                                                                                   |                                                      |             |
| 1440هـ (2018م) - إلى الآن       | حسام بن عبد المحسن العنقري                                                                                           |                                                      | [ 9 ] [ 4 ] |

## فروع الديوان
1. فرع منطقة مكة المكرمة - جدة
2. فرع المنطقة الشرقية - الدمام
3. فرع منطقة عسير - بابها
4. فرع منطقة الجوف - سكاكا
5. فرع منطقة جازان - جازان
6. فرع منطقة القصيم - بريدة
7. فرع منطقة المدينة المنورة
8. فرع منطقة حائل - حائل
9. فرع منطقة نجران - نجران
10. فرع منطقة تبوك - تبوك
11. فرع منطقة الباحة - الباحة
12. فرع منطقة الحدود الشمالية